# Paralimnus fallaciosus
Paralimnus fallaciosus är en insektsart som beskrevs av Matsumura 1902. Paralimnus fallaciosus ingår i släktet Paralimnus och familjen dvärgstritar. Inga underarter finns listade i Catalogue of Life.